# Xestia conchis
Xestia conchis là một loài bướm đêm thuộc họ Noctuidae. Nó được tìm thấy ở Bắc Mỹ, bao gồm Arizona, Utah và Colorado.
Sải cánh dài khoảng 35 mm.